# Morgan Lily
Morgan Lily Gross (Santa Mônica, 11 de abril de 2000) é uma atriz estadunidense. Ela começou a modelar internacionalmente aos quatro anos de idade e apareceu em mais de 21 comerciais de televisão e muitas sessões de fotos antes de seu papel em Henry Poole Is Here como Millie Stupek. Lily teve papéis coadjuvantes em He's Just Not That Into You, e como filha de Matthew Gray Gubler em Beautiful Girl. Seu papel mais notável foi como Lilly Curtis no filme apocalíptico 2012.  Ela atuou como a jovem Julianna Baker no filme Flipped baseado no romance de mesmo nome de Wendelin van Draanen e como a jovem Raven Darkhölme em X-Men: Primeira Classe.  Lily co-estrelou como Missy no filme Love's Everlasting Courage, do Hallmark Channel. Seu trabalho mais recente inclui Joe Bell, onde estrelou ao lado de Mark Wahlberg.

## Carreira
| Ano  | Filme                       | Título em português                                                       | Personagem                      |
| ---- | --------------------------- | ------------------------------------------------------------------------- | ------------------------------- |
| 2008 | Henry Poole is Here         |                                                                           | Millie Stupek                   |
| 2009 | He's Just Not That into You | br: Ele Não Está Tão a Fim de Você pt: Ele Não Está Assim Tão Interessado | Figurante                       |
| 2009 | 2012                        |                                                                           | Lilly Curtis                    |
| 2010 | Flipped                     |                                                                           | Juli (criança)                  |
| 2011 | X-Men: First Class          | br: X-Men: Primeira Classe pt: X-Men: O Início                            | Jovem Raven Darkholme (Mística) |